# 마누엘 1세 (키방구)
마누엘 1세(Manuel I)는 키방구(Kibangu)의 군주다.
키방구의 통치자였으며 내전 중 콩고 왕국의 왕좌를 차지한 두 주요 킨라자 군주 중 한 명이었고 다른 한 명은 렘바의 왕이었다. 1685년부터 1688년까지 키방구 왕국을 다스렸다.